# Grúň (Skalky)
Grúň (ok. 760 m n.p.m.) – szczyt w Sulowskich Wierchach na Słowacji, a dokładniej w ich wschodniej części zwanej Skalky.
Grúň znajduje się w południowym grzbiecie masywu Skałek pomiędzy szczytami Tlstá hora i Skalky. Wznosi się nad miejscowościami Rajecké Teplice i Lietavská Svinná – Babkov. Na jego szczycie znajduje się punkt geodezyjny. Południowo-wschodni stok opada do Rajčanki, północny do Svinianki. Jest całkowicie porośnięty lasem. Przez szczyt Grúňa prowadzi szlak turystyczny.
  Rajecké Teplice – Nad vodojemom – Tlstá hora – Grúň – Skalky – Skalky, prameň – Skalky, hrebeň – Dolná hora – Chaty pod Slnečnými skalami – Lietavská Lúčka, ACHP. Odległość 9,5 km, suma podejść 540 m, suma zejść 590 n, czas przejścia 3:05 godz.